# Keléd
Keléd é um município da Hungria, situado no condado de Vas. Tem 8,72 km² de área e sua população em 2015 foi estimada em 77 habitantes.